# Guapamacátaro
Guapamacátaro är en ort i Mexiko.   Den ligger i kommunen Maravatío och delstaten Michoacán de Ocampo, i den södra delen av landet, 140 km väster om huvudstaden Mexico City. Guapamacátaro ligger 2 077 meter över havet och antalet invånare är 433.
Terrängen runt Guapamacátaro är kuperad åt sydost, men åt nordväst är den platt. Runt Guapamacátaro är det ganska tätbefolkat, med 111 invånare per kvadratkilometer. Närmaste större samhälle är Maravatío, 8,1 km nordväst om Guapamacátaro. I omgivningarna runt Guapamacátaro växer huvudsakligen savannskog.